# مرتانسين
مرتانسين هو دواء سام للخلايا. مرتانسين ينتمي لميتانسينويدات والتي هي مشتقة من ميتانسين.
يستخدم مرتانسين من خلال ربطه مع جسم مضاد وحيد النسيلة كما في:
- بيفاتوزوماب مرتانسين
- كانتوزوماب مرتانسين
- لورفوتوزوماب مرتانسين، الذي يستخدم في حالات الورم النقوي المتعدد[2]

مرتانسين يرتبط بجسم مضاد وحيد النسيلة (mab). الجزء الأحمر يوضح الجزء الذي يختلف مرتانسين عن المركب الأم.

كما يمكن أن يرتبط مرتانسين من خلال تركيب معقد يمكن تسميته في نظام الأسماء الدولية غير مسجلة الملكية ليسمى إمتانسين كما في:

- ترازتوموماب إمتانسين[3][4]